# Keep It Together
Keep It Together è un brano musicale della cantautrice statunitense Madonna, pubblicato il 30 gennaio 1990 come sesto ed ultimo singolo estratto dall'album Like a Prayer, uscito l'anno prima.
Questa fu l'ultima canzone di Madonna con la collaborazione di Stephen Bray.

## Descrizione
Nell'album Like a Prayer è stata vista una parte più intima di Madonna, dove confessa i suoi problemi avuti con gli uomini, le esperienze con la religione e la sua famiglia, infatti, nel testo di Keep It Together viene sottolineata l'importanza del valore della famiglia (il titolo del brano letteralmente significa: "Teniamola unita"). Madonna ricorda infatti com'era prima e ciò che è diventata dopo il successo mondiale: un inno alle proprie origini, per non dimenticare il posto in cui è nata e cresciuta.

## Esecuzioni dal Vivo
La canzone è stata eseguita dal Vivo durante il Blond Ambition Tour del 1990.

## Classifiche
| Classifica (1990) | Posizione massima |
| ----------------- | ----------------- |
| Australia         | 1                 |
| Canada            | 8                 |
| Italia            | 16                |
| Giappone          | 5                 |
| Stati Uniti       | 8                 |

### Classifiche di fine anno
| Classifica (1990) | Posizione |
| ----------------- | --------- |
| Australia         | 3         |
| Canada            | 85        |